# Carl Fredrik Apelgren
Carl Fredrik Apelgren, född 1855, död 1932, var en svensk spelman och bolagsarrendator från Bollnäs.
Apelgren komponerade ett antal musikstycken med stark anknytning till Hälsingland. Bland annat skrev han Hälsingevals 2, Ranungspolka och Den tröstlöse friaren. 
Carl Fredrik Apelgren är begravd på Bollnäs kyrkogård.